# Rheumaptera flavipedaria
Rheumaptera flavipedaria là một loài bướm đêm trong họ Geometridae.